# Flores del Sham
Las flores sirias o flores del Sham (en árabe, زهورات شامية) o zuhurat shamíe (n.c., Zhourat Shamiya) es una mezcla de hierbas y flores secas para su infusión, tradicional del área del Levante mediterráneo. Su origen se encuentra en los antiguos zocos de Damasco y su área (localmente llamado Sham). En mercados como el histórico Al-Buzuríe, en el centro de la capital, se venden al peso o empacadas.
Las flores del Sham han ganado popularidad en los países del Golfo, debido a la inmigración de sirios.

## Ingredientes
A la llegada de la primavera, los sirios acuden a valles, montañas y campos para recolectar diversas hierbas silvestres autóctonas que luego secan y venden. Aunque puede variar según el vendedor, por lo general, todas las mezclas contienen: 
- anís (يانسون),
- rosa damascena (زهرة الجوري),
- tomillo (زعتر),
- poleo (نعناع البري),
- lavanda (خزامى),
- salvia (ميرمية),
- flor de violeta (بنفسج),
- romero (إكليل الجبل),
- rosa común (ورد),
- manzanilla (بابونج),
- melisa (ورق المليسة) y
- flores de jatmia o malvavisco (ختمية), rojas o blancas

La mezcla no se hierve, sino que se deja infusionar en agua caliente. Se suele mezclar con miel o azúcar.